# داوید کووناتسکی
داوید ایگور کووناتسکی (لهستانی: Dawid Igor Kownacki؛ زادهٔ ۱۴ مارس ۱۹۹۷) بازیکن فوتبال اهل لهستان است.
از باشگاه‌هایی که در آن بازی کرده‌است می‌توان به لخ پوزنان، سمپدوریا و فورتونا دوسلدورف اشاره کرد.